# Shalimar
Pour les articles homonymes, voir Shalimar (homonymie).
Shalimar est un parfum de Guerlain. Élaboré en 1921 par Jacques Guerlain, il fut présenté seulement en 1925 lors de l'Exposition internationale des arts décoratifs de Paris, au Grand Palais, où il fait sensation.
Il a été créé en hommage à la jeune princesse indienne, d'origine persane, Mumtaz Mahal pour laquelle son époux, l'empereur moghol Shâh Jahân, fit construire et à laquelle il dédia le plus emblématique des mausolées, le Taj Mahal. Shalimar est le nom donné par divers souverains moghols à des jardins, notamment en Inde, à Srinagar et à Delhi, et au Pakistan à Lahore. Ces jardins célèbres inspirèrent aussi ceux de Kapurthala, baptisés du même nom. 
Le flacon, dessiné par Raymond Guerlain, est inspiré des vasques des fameux jardins de Shalimar. Son bouchon, bleu profond, en éventail, évoque un Orient sublimé.

## Le parfum
Ce parfum a comme base la Guerlinade, un composé de baumes d'iris et de vanille, créé à partir d'un ancien parfum Jicky, créé par Aimé Guerlain en 1889. En 1921, lors d'une impulsion créatrice, son neveu Jacques Guerlain, utilisa un flacon de Jicky dans lequel il versa « pour voir », une bonne dose d'éthylvanilline, une vanille de synthèse. Après suppression des aromates de bois et de la lavande, il ajouta de la bergamote pour arriver à créer la Guerlinade, devenue un nouvel accord de parfumerie.
C'est cette base qui fut employée pour la première fois dans l'élaboration du nouveau parfum Shalimar, qui présente ainsi des notes d'agrumes — bergamote et citron — et de fleurs — vanille et opoponax.
Ce parfum a servi de base d'inspiration pour : 
- Habit rouge, de la maison Guerlain ;
- L'Instant, de la maison Guerlain ;
- Dune, de Parfums Christian Dior ;
- L, de Lolita Lempicka ;
- Obsession, de Calvin Klein ;
- Opium, d'Yves Saint Laurent ;
- Musc Ravageur, de Maurice Roucel aux éditions de parfums Frédéric Malle ;
- Must, de Cartier ;
- Parfum, de Lalique ;
- Trouble, de Boucheron ;
- Youth Dew, d'Estée Lauder.

Comme de nombreux best-sellers de la parfumerie, Shalimar est souvent copié par des parfums bas de gamme assez éloignés de l'original. Pour Shalimar, on peut[style à revoir] citer « Celimar » ou « Sanarar ». Selon Guerlain, ces contrefaçons portent atteinte à sa réputation et l'obligent à entamer des procès — une dizaine par an[réf. souhaitée].

## La vente
Shalimar fut immédiatement un succès, avant tout aux États-Unis. Après guerre, les GI's faisaient la queue devant la boutique pour rapporter dans leur pays ce parfum déjà mythique.
Il se vend en moyenne 108 flacons de Shalimar par heure de par le monde. Quatre-vingt-dix ans après son lancement, le parfum fait toujours partie des dix meilleures ventes mondiales de parfum.

## La communication
Indissociable du monde de la peinture et de la photographie, la marque Guerlain a toujours réussi à transposer l'univers emblématique de Shalimar en images en sollicitant les plus grands artistes de leur époque. Il y eut des illustrateurs tels que Georges Buisson, Elise Darcy, Charnotet, Léonard, Cassandre, Clément Serveau, etc. Puis, quelques décennies plus tard, ce furent les photos et les films signés Ridley Scott, Helmut Newton, Peter Lindbergh, Paolo Roversi, Bruno Aveillan, Patrick Demarchelier, Jean-Paul Goude ou encore Steven Klein.
La communication Shalimar fut assurée en 2008 par un film de Paolo Roversi, dans lequel Natalia Vodianova dévoilait sa nudité sur une musique de Serge Gainsbourg.
En 2013, un film promotionnel intitulé La Légende de Shalimar, avec Natalia Vodianova et Willy Cartier, réalisé par Bruno Aveillan sur un extrait de la bande-originale du film Da Vinci Code, du compositeur Hans Zimmer, fut diffusé à la télévision et au cinéma. Ce court-métrage publicitaire onirique et poétique, d'une durée de trois minutes trente connut à sa sortie un succès immédiat et fut l’un des plus visionné sur le net en 2013. La version longue de cinq minutes diffusée à la fin de la campagne fut, elle, l'objet d'un « bad buzz ». Malgré plusieurs avis positifs,,,,,,,,,,,,,, et l'obtention de prix ,,,,,,,,, sa longueur, son esthétique (jugée vulgaire et vide de sens,,) ainsi que son sexisme sous-jacent font ainsi l'objet de nombreuses réactions de rejet,,,.